# 15 Anos (álbum de Davi Sacer)
15 Anos é um álbum ao vivo do cantor brasileiro Davi Sacer, ex-vocalista da banda Trazendo a Arca, lançado em 30 de julho de 2019 pela gravadora Som Livre.
Com produção musical de Ronald Fonseca e André Cavalcante, o disco comemora 15 anos de carreira do cantor, com canções de sua ex-banda. Nenhuma faixa de seus álbuns solo foram selecionados e quase todos os discos do Trazendo a Arca estão presentes, exceto Pra Tocar no Manto (2009).
O disco também traz participações de vários artistas musicais, entre eles Simone Mendes (da ex-dupla Simone & Simaria), Clovis Pinho (das bandas Preto no Branco/Renascer Praise), Daniela Araújo, Ton Carfi, DJ PV e sua esposa, também ex-integrante do Trazendo a Arca, Verônica Sacer.

## Lançamento e recepção
| Críticas profissionais | Críticas profissionais |
| Avaliações da crítica  | Avaliações da crítica  |
| Fonte                  | Avaliação              |
| ---------------------- | ---------------------- |
| Super Gospel           | [ 5 ]                  |

15 Anos foi liberado em 30 de julho de 2019 pela gravadora brasileira Som Livre e contou com três singles - as canções "Deus de Promessas", "Tua Graça me Basta" e "Restitui". O projeto recebeu uma avaliação especializada favorável do portal Super Gospel. A crítica avaliou favoravelmente a escolha de repertório e afirmou que o álbum faz memória à parceria entre Sacer e Luiz Arcanjo e que "as maiores jóias de sua obra surgiram entre os anos de 2003 e 2009".

## Faixas
| N.º            | Título                                                | Compositor(es)                           | Duração |  |
| 1.             | "Deus de Promessas" (part. Simone Mendes)             | Davi Sacer Verônica Sacer Ronald Fonseca | 5:39    |  |
| 2.             | "Tua Graça me Basta" (part. Clovis Pinho)             | Luiz Arcanjo Sacer                       | 7:19    |  |
| 3.             | "Restitui" (part. Ton Carfi)                          | Sacer Arcanjo                            | 4:17    |  |
| 4.             | "Correndo pros Teus Braços"                           | Arcanjo Sacer Deco Rodrigues             | 6:11    |  |
| 5.             | "Toque no Altar" (part. Ton Carfi)                    | Sacer Arcanjo                            | 4:12    |  |
| 6.             | "Me Arrebataste" (part. Verônica Sacer)               | Rodrigues Arcanjo Sacer                  | 6:33    |  |
| 7.             | "Desejo do Meu Coração" (part. Daniela Araújo)        | Davi Sacer Verônica Sacer Fonseca        | 6:01    |  |
| 8.             | "Em Ti Esperarei"                                     | Sacer Arcanjo                            | 5:13    |  |
| 9.             | "Celebre"                                             | Sacer Rodrigues Fonseca                  | 4:09    |  |
| 10.            | "Te Louvarei" (part. Verônica Sacer e Daniela Araújo) | Kelly Carpenter                          | 5:20    |  |
| 11.            | "Toda Sorte de Bênçãos" (part. DJ PV)                 | Davi Sacer Verônica Sacer Fonseca        | 4:53    |  |
| Duração total: | Duração total:                                        | Duração total:                           | 57:45   |  |

## Ficha técnica
- Davi Sacer – vocais
- Verônica Sacer – vocal
- Ronald Fonseca – produção musical, arranjos, teclado e piano
- André Cavalcante – co-produção musical, guitarra
- Luiz Moreira – baixo
- Renan Martins – bateria